# Grabicz
Grabicz – dzielnica Kobyłki, w województwie mazowieckim, w powiecie wołomińskim. Leży w południowo-wschodniej części Kobyłki, przy granicy z Wołominem. Na jej obszarze znajduje się rezerwat przyrody Grabicz. Do 1957 samodzielna wieś.
Początkowo zagroda podkobyłecka.
W latach 1867–1939 wieś w powiecie radzymińskim, w gminie Ręczaje, w granicach której 20 października 1933 utworzyła gromadę, składającą się z wsi Grabicz, Ręczaje A i Stefanówka. W latach 1939–1954 w gminie Kobyłka w powiecie radzymińskim. Od 1 lipca 1952 w powiecie wołomińskim.
W związku z reorganizacją administracji wiejskiej jesienią 1954 Grabicz wszedł w skład gromady Kobyłka.
1 stycznia 1957 gromadę Kobyłka przekształcono w osiedle, przez co Grabicz stał się integralną częścią Kobyłki, a w związku z nadaniem Kobyłce praw miejskich 1 stycznia 1969 – częścią miasta.

## Ulice
W granicach Grabicza znajdują się następujące ulice:
Adama Asnyka, Jana Kasprowicza, Klonowa, Leśniczówka, Lipowa, Stefana Nasfetera, Ogrodowa, Władysława Orkana, Przemysłowa, Henryka Sienkiewicza, Ludwika Solskiego, Stanisława Szpotańskiego, Topolowa, Wiśniowa, Zielona, Żwirki i Wigury.